# Marinequadrat
Marinequadrate (kurz MQ oder Mar.-Qu.) wurden während des Zweiten Weltkriegs von der deutschen Kriegsmarine verwendet, um die Position von Fahrzeugen auf See anzugeben. Die dazugehörigen Marinequadratkarten (kurz Quadratkarten) waren als „geheimer Gegenstand“ gekennzeichnet, durften nicht in gegnerische Hände fallen, und waren ausdrücklich „Für die Navigierung nicht zu benutzen“.

## Geschichte
Schon für den Seekrieg im Ersten Weltkrieg nutzte die Kaiserliche Marine rasterförmig in sogenannte „Großquadrate“ und „Quadrate“ unterteilte Seekarten. Zwar handelte es sich nicht um exakte Quadrate, insbesondere die „Großquadrate“ ähnelten eher rechteckförmigen Polygonen, und auch „Quadrate“ in Küstennähe sahen alles andere als quadratisch aus, dennoch war diese Bezeichnung so üblich, quasi als Name für Seebereiche. Quadratkarten gab es, außer für Nord- und Ostsee, für das Mittelmeer, das Schwarze Meer sowie für europanahe Teile des Nordatlantiks.
Beispielsweise lag die Insel Helgoland in der Quadratkarte Die Nordsee innerhalb des Großquadrats Epsilon 7 im Quadrat 152, kurz anzugeben als „152 ε7“ und gelesen als „Quadrat 152 Epsilon, Zusatzzahl 7“.
Mitte des Jahres 1918 wurde das Schema umgestellt und eine neue Quadratkarte für den Hauptkriegsschauplatz, die Nordsee, herausgegeben. Diese verwendete nun keine griechischen Kleinbuchstaben mehr, sondern die üblichen Großbuchstaben des lateinischen Alphabets. In der neuen Karte der Nordsee lag Helgoland innerhalb des Großquadrats L in den Quadraten 2432 und 2433, kurz „2432 L“ beziehungsweise „2433 L“.
Knapp zwanzig Jahre später griff die Kriegsmarine dieses Verfahren auf und verfeinerte es.

## Großquadrate
Die Seegebiete der Erde wurden mit einem System von Großquadraten abgedeckt. Auch hierbei handelte es sich nicht um exakte Quadrate mit identischen Seitenlängen. Da sie auf der Mercator-Projektion der Erdoberfläche basierten, hingen Abmessung und Form unter anderem vom Abstand des Seegebiets zum Äquator ab. In etwa betrug die Kantenlänge eines Großquadrats 900 Kilometer. Dieser Wert ergibt sich rechnerisch aus dem angestrebten Zielwert von 486 Seemeilen und entspricht 34 × 6 sm, also 81 mal 6 Seemeilen.
Der strategisch bedeutsame Teil beispielsweise des Atlantiks wurde nun zeilenweise, hier beginnend bei Grönland, von West nach Ost und von Nord nach Süd mit Großquadraten abgedeckt. Diese wurden durch zwei Buchstaben wie AD, AE, AF, AG und so weiter gekennzeichnet. Das Seegebiet um Helgoland lag demnach im Großquadrat AN.

## Kleinquadrate
Jedes Großquadrat wurde nach einem identischen Schema in kleinere Quadrate aufgeteilt. Dazu wurde es im ersten Schritt in neun weitere Quadrate unterteilt, wobei dies wie beim bekannten Spiel Tic-Tac-Toe mithilfe einer 3×3-Matrix geschah.
{\displaystyle {\begin{array}{c|c|c}\,1\,&\,2\,&\,3\,\\\hline \,4\,&\,5\,&\,6\,\\\hline \,7\,&\,8\,&\,9\,\\\end{array}}}
Statt der etwa 900 km Kantenlänge eines Großquadrats wies jedes der nun erhalteten kleineren Quadrate eine von etwa 300 km auf. Diese Unterteilung wurde mit jedem der neun kleineren Quadrate in gleicher Weise fortgesetzt.
Im zweiten Schritt erhielt man somit jeweils neun weiter verkleinerte Quadrate mit etwa 100 km Kantenlänge, im dritten Schritt waren es rund 30 km und im vierten Schritt schließlich ungefähr 10 km. Der genaue Wert der angestrebten Kantenlänge war 6 sm, wie in der obigen Rechnung erläutert. Da eine Seemeile 1852 Metern entspricht, ergibt sich umgerechnet als Zielwert eine Länge von 11.112 m.
Dies wurde als ausreichend präzise angesehen, deshalb nicht weiter unterteilt, und beispielsweise als AN 9566 bezeichnet. Für den Fall, dass doch einmal eine genauere Ortsangabe benötigt wurde, konnten Zusätze verwendet werden, wie Links, Rechts, Oben, Mitte, Unten, Kante oder Kombinationen wie Kante Oben Mitte. Umgekehrt, für gröbere Positionsangaben war es üblich, etwa nur AN 95 zu nennen.

## Vorteile
Statt des üblichen Systems mithilfe der Angabe von geographischer Breite und Länge wurde hierdurch eine größere Kompaktheit sowie eine gewisse Geheimhaltung erreicht. Das verwendete Schema hat Ähnlichkeit mit dem heutzutage im Amateurfunk verwendeten QTH-Locator. Auch hierbei ist die Kompaktheit der Positionsangabe und die damit verknüpfte Redundanzminderung gewünscht.

## Beispiele
- Ein geheimer Ort im Südatlantik, welcher von der Kriegsmarine genutzt wurde, um Treffen durchzuführen, beispielsweise um U‑Boote zu versorgen, hatte den Decknamen „Planquadrat Andalusien“. Er lag bei 15° Süd und 18° West im Marinequadrat FS 3617 (Lage).

- Kapitänleutnant Hartwig Looks, Kommandant des deutschen U‑Boots U 264, sendete am 19. November 1942 den mit einer Enigma-M4 verschlüsselten Funkspruch an den BdU:[3]

Von Looks – FT 1132/19 – Inhalt:
Bei Angriff unter Wasser gedrückt, Wabos.
Letzter Gegnerstand 08:30 Uhr Mar.-Qu. AJ 9863 (Lage), 220 Grad, 8 sm.
Stosse nach.
14 mb, fällt. NNO 4. Sicht 10.

## Luftwaffe
Die deutsche Luftwaffe nutzte ein Koordinatensystem, genannt  Gradnetzmeldeverfahren (kurz Gradnetz), zur Positionsangabe für feindliche Fliegerverbände. Mit Zunahme des Luftkriegs über Deutschland wurde es notwendig, dies zur Koordinierung der Flak-Abwehr und Führung der eigenen Abfangjäger zu erweitern. Dazu wurde am 1. Mai 1943 das sogenannte Jägermeldenetz eingeführt.